# Frédéric Paulin
Pour les articles homonymes, voir Paulin.
Frédéric Paulin, né en 1972 à Brétigny-sur-Orge, est un écrivain français, auteur de romans noirs.

## Biographie et carrière
Diplômé de sciences politiques, puis journaliste indépendant, Frédéric Paulin a été professeur d'histoire et géographie en collège et lycée. Il est aussi le fondateur du journal satirique rennais Le Clébard à sa mémère.
En 2009, Frédéric Paulin publie son premier roman, La Grande Déglingue. En 2019, avec La guerre est une ruse, il est lauréat du grand prix du roman noir du Festival international du film policier de Beaune 2019, du prix Le livre à Metz et du prix des lecteurs Quais du polar 2019.
Né en région parisienne, il a longtemps vécu à Rennes. Désormais[Quand ?], il réside à Montreuil-sur-Ille, non loin de Rennes. Il est le président de Calibre 35, un collectif d'auteurs de romans noirs de la région de Rennes.

## Œuvre

### Romans
- La Grande Déglingue : de l'usage judicieux d'un patriotisme politiquement aveugle et économiquement rentable, Bécherel, Les Perséides, coll. « La Lune attique », février 2009, 256 p. (ISBN 978-2-915596-54-0).
- La Dignité des psychopathes, Monaco, Alphée-Jean-Paul Bertrand, coll. « Les inclassables », août 2010, 259 p. (ISBN 978-2-7538-0619-1)Réédition, Rennes : Goater, coll. « Goater Noir » no 13, mai 2016, 217 p.  (ISBN 978-2-918647-63-8)
- Les Pendus du Val-sans-retour, Paris, Sirius, coll. « Regiopolis » (no 7), juin 2012, 248 p. (ISBN 978-2-364010-32-1)Réédition, Éditions Multivers (livre numérique) (2014)
- La Grande Peur du petit blanc, Rennes, Goater, coll. « Goater Noir », octobre 2013, 420 p. (ISBN 978-2-918647-20-1).
- 600 coups par minute, Rennes, Goater, coll. « Goater Noir » (no 6), novembre 2014, 320 p. (ISBN 978-2-918647-35-5).
- Le Monde est notre patrie, Rennes, Goater, coll. « Goater Noir » (no 17), novembre 2016, 478 p. (ISBN 978-2-918647-70-6).
- La Peste soit des mangeurs de viande, Paris, La Manufacture de livres, octobre 2017, 331 p. (ISBN 978-2-358872-40-9)Réédition, La Manufacture de livres, coll. « Roman noir », juillet 2019, 331 p.  (ISBN 978-2-35887-557-8)
- Les Cancrelats à coups de machette, Rennes, Goater, coll. « Goater Noir » (no 24), avril 2018, 238 p. (ISBN 978-2-918647-48-5)Réédition, Gallimard, coll. « Folio policier » no 1027, septembre 2024, 272 p.  (ISBN 978-2-07-304872-1)
- La Nuit tombée sur nos âmes, Villenave-d'Ornon, Agullo Éditions, coll. « Agullo noir », septembre 2021, 288 p. (ISBN 978-2-38246-003-0)Réédition, Gallimard, coll. « Folio policier » no 981, février 2023, 320 p.  (ISBN 978-2-07-298162-3)

#### Quadrilogie (non aboutie) ayant pour cadre une petite ville de province
1. Rappelez-vous ce qui est arrivé aux dinosaures, Saint-Malo, Pascal Galodé, septembre 2011, 205 p. (ISBN 978-2-35593-153-6).
2. Pour une dent, toute la gueule, Saint-Malo, Pascal Galodé, septembre 2012, 163 p. (ISBN 978-2-35593-237-3).

#### Trilogie «Tedj Benlazar»
1. La guerre est une ruse, Villenave-d'Ornon, Agullo, coll. « Agullo noir », septembre 2018, 368 p. (ISBN 979-1-095718-43-7)Réédition, Gallimard, coll. « Folio policier » no 905, mars 2020, 448 p.  (ISBN 978-2-07-285355-5)
2. Prémices de la chute, Villenave-d'Ornon, Agullo, coll. « Agullo noir », mars 2019, 312 p. (ISBN 979-1-095718-56-7)Réédition, Gallimard, coll. « Folio policier » no 928, février 2021, 352 p.  (ISBN 978-2-07-291264-1)
3. La Fabrique de la terreur, Villenave-d'Ornon, Agullo, coll. « Agullo noir », mars 2020, 512 p. (ISBN 979-10-95718-73-4)Réédition, Gallimard, coll. « Folio policier » no 949, janvier 2022, 416 p.  (ISBN 978-2-07-291269-6)

#### Trilogie libanaise
1. Nul ennemi comme un frère, Villenave-d'Ornon, Agullo Éditions, coll. « Agullo noir », 2024 (ISBN 978-2-38246-113-6)Réédition, Gallimard, coll. « Folio policier » no 1055, septembre 2025, 544 p.  (ISBN 978-2-07-309714-9) (à paraître le 4 septembre 2025)
2. Rares ceux qui échappèrent à la guerre, Villenave-d'Ornon, Agullo Éditions, coll. « Agullo noir », 2025.
3. Que s'obscurcissent le ciel et la lumière, Villenave-d'Ornon, Agullo Éditions, coll. « Agullo noir », août 2025.

#### Romans publiés sous le pseudonyme Sasha Morange
Seuls les quatre titres de la série BRP (Brigade de répression du proxénétisme) mentionnés ci-dessous ont été écrits par Frédéric Paulin.
- Filles invisibles, Paris, Pénélope, coll. « BRP » (no 1), 2014, 221 p. (ISBN 978-2-7533-0215-0).
- Hardcore, Paris, Pénélope, coll. « BRP » (no 2), mai 2014, 222 p. (ISBN 978-2-7533-0218-1).
- Descente sur Brandebourg, Paris, Éditions Les Saturnales, coll. « BRP », avril 2018, 241 p. (ISBN 978-2-364-01074-1).
- Opération Catane, Paris, Éditions Les Saturnales, coll. « BRP », octobre 2018, 239 p. (ISBN 978-2-364-01088-8).

### Nouvelles
- « Beau comme un tribunal qui brûle… », dans Le Mensuel de Rennes, été 2011.
- « Chasse aux vieux », dans Rennes, ici Rennes, Rennes, Critic, avril 2013 (ISBN 979-1-090-64808-1), p. 213-236.
- « Like a Bad Girl Should/I Walked All Night », dans Jean-Noël Levavasseur (dir.), The Cramps, 24 nouvelles noires, Camion Blanc, 2013 (ISBN 978-2-357-79362-0).
- « À l'estomac », dans Mauves en Noir, RN13 (recueil de nouvelles du Festival Mauves en Noir), 2014.
- « Perdre les pédales », dans Maillot Noir, Rennes, Goater Noir, 2015 (ISBN 978-2-918647-46-1).
- « We Are Motörhead », dans Jean-Noël Levavasseur (dir.), Motörhead, 24 nouvelles pour Lemmy, Éditions Camion Blanc, 2015 (ISBN 978-2-357-79776-5).
- « Nuit », La revue 813 : les Amis de la littérature policière, no 136 « Forty Guns : les 40 ans de l’association »,‎ juin 2020, p. 53.
- « Gibiers de potence », dans Calibre 35, Rennes no(ir) futur, Rennes, Goater Noir, 2020 (ISBN 979-1-097465-43-8).
- « New Day Coming », dans Little Bob Stories : histoires pour Roberto, Rennes, Goater, coll. « Goater Noir poche », mars 2021 (ISBN 979-1-097465-42-1), p. 383-402.

### Autre texte
- Belles rencontres : 44 portraits du roman noir (préf. Jean-Bernard Pouy, photogr. Xavier Hacquard et Vincent Loison), Paris, Éd. la Grange Batelière, mars 2021, 104 p. (ISBN 979-10-97127-17-6), p. 78-79.

## Prix et distinctions

### Prix
- La guerre est une ruse :
  - Grand Prix du roman noir du Festival international du film policier de Beaune 2019[2]
  - Prix des lecteurs Quais du polar 2019[3]
  - Prix Marguerite-Puhl-Demange du Festival Le Livre à Metz, 2019[4]
  - Étoile du polar Le Parisien 2018[5]
  - Prix du noir historique 2019, organisé par les bibliothécaires d'Agglopolys, Communautés d'agglomération de Blois et le salon du livre Les Rendez-vous de l'histoire[6].
- Prémices de la chute :
  - Prix Moussa Konaté du roman policier francophone du festival Vins noirs de Limoge 2019[7]
- Trilogie Tedj Benlazar :
  - Grand prix de littérature policière 2020[8],[9]
- La Fabrique de la terreur :
  - Trophée 813 2021[10],[11]
- La Nuit tombée sur nos âmes :
  - Prix Mystère de la critique 2022[12],[13]
- Nul ennemi comme un frère
  - Prix Mystère de la critique 2025[14]

### Nomination
- Grand prix Paul-Féval de littérature populaire 2014 pour La Grande Peur du petit blanc.